# Karen Tonakanyan
Karen Tonakanyan est un boxeur arménien né le 2 juillet 1992.

## Carrière
Sa carrière amateur est principalement marquée par une médaille de bronze remportée aux Jeux européens de 2019 dans la catégorie des poids légers.

## Palmarès

### Jeux européens
- Médaille de bronze en -60 kg en 2019 à Minsk, Biélorussie